# Systems of Romance
Systems of Romance es el tercer álbum de la banda británica de new wave Ultravox, lanzado el 11 de septiembre de 1978 por Island Records y producido por Conny Plank, productor alemán de muchos grupos de krautrock. Este álbum se caracteriza por muchos cambios musicales y sucesos que definirían a la banda cada vez más, como la partida del guitarrista Stevie Shears, a comienzos de 1978, que fue reemplazado por Robin Simon.

## Historia
A partir de este álbum, Ultravox ya no tendría el signo de admiración (!) que lo caracterizó en los anteriores dos años, ni tampoco contaría con la participación del guitarrista Stevie Shears, echado de la banda entre febrero y marzo de 1978, y reemplazado por Robin Simon, exguitarrista de Neo. Shears volvería a resaltar a comienzos de la década de 1980 con Cowboys International y Faith Global. 
A pesar de ser más experimental que sus anteriores álbumes y de ser influyente en futuros artistas como Gary Numan, falló en las ventas. Esto ocasionó que Island echara a la banda a comienzos de 1979. Luego sigue la gira estadounidense en ese mismo año, durante la cual John Foxx y Robin Simon anuncian su separación del grupo, el primero por malas relaciones con el resto de los integrantes y por querer ser solista.

## Influencias
Midge Ure (sucesor de Foxx en la voz), en su autobiografía If I Was, declaró que "amaba aquel álbum". Parece indicar que una de las pautas para haber formado parte de Ultravox, Ure tuvo que escuchar los anteriores álbumes e influenciar su carrera en la agrupación a partir de sus experiencias con sus previas bandas y estos tres discos de la época de John Foxx. No solo Ure fue influenciado por este álbum, también lo fue Gary Numan, quien tomó las bases de esta producción para su segundo y último álbum con su banda Tubeway Army, llamado Replicas y su primero como solista, The Pleasure Principle, el cual contaría con la colaboración de Billy Currie en el violín, quien también lo acompañaría en la gira de su álbum en 1979 y 1980. Numan citó muchas veces como una influencia a Ultravox (la alineación que dirigía John Foxx) e incluso es amigo de John Foxx, Billy Currie y Warren Cann.
Según una página web en Japón dedicada a Ultravox, la banda de synthpop de ese país, Yellow Magic Orchestra, tuvo que realizar algunos cambios a las grabaciones originales de su segundo álbum Solid State Survivor, que sería lanzado en 1979. Uno de sus miembros, el músico experimental Haruomi Hosono, reelaboró el sonido del bajo después de que su compañero del mismo grupo, el internacionalmente reconocido músico Ryuichi Sakamoto, le mostrara una copia de Systems of Romance.

## Contenido

### Versión CD
1. "Slow Motion" - 3:33
2. "Can't Stay Long" - 4:21
3. "Someone Else's Clothes" - 4:30
4. "Blue Light" - 3:13
5. "Some Of Them" - 2:34
6. "Quiet Men" - 4:13
7. "Dislocation" - 3:00
8. "Maximum Accelaration" - 3:57
9. "When You Walk Through Me" - 4:20
10. "Just For A Moment" - 3:12

Canciones extras (edición 2006, Island Records)
1. "Cross Fade"
2. "Quiet Men" (versión completa)

## Personal

### Banda
- John Foxx: voz.
- Chris Cross: bajo eléctrico, coro.
- Warren Cann: batería, persución.
- Billy Currie: sintetizador y teclados.
- Robin Simon: guitarra.

### Productor
- Conny Plank.

## Sencillos
- Slow Motion
- Quiet Men

## Curiosidades
En la canción Some Of Them aparece acreditado alguien con el nombre o apelativo de "Jairazboy". Según Foxx, este sería un personaje imaginativo.